# Руво-дель-Монте
Руво-дель-Монте (італ. Ruvo del Monte) — муніципалітет в Італії, у регіоні Базиліката, провінція Потенца.
Руво-дель-Монте розташоване на відстані близько 280 км на південний схід від Рима, 33 км на північний захід від Потенци.
Населення — 1094 особи (2014).

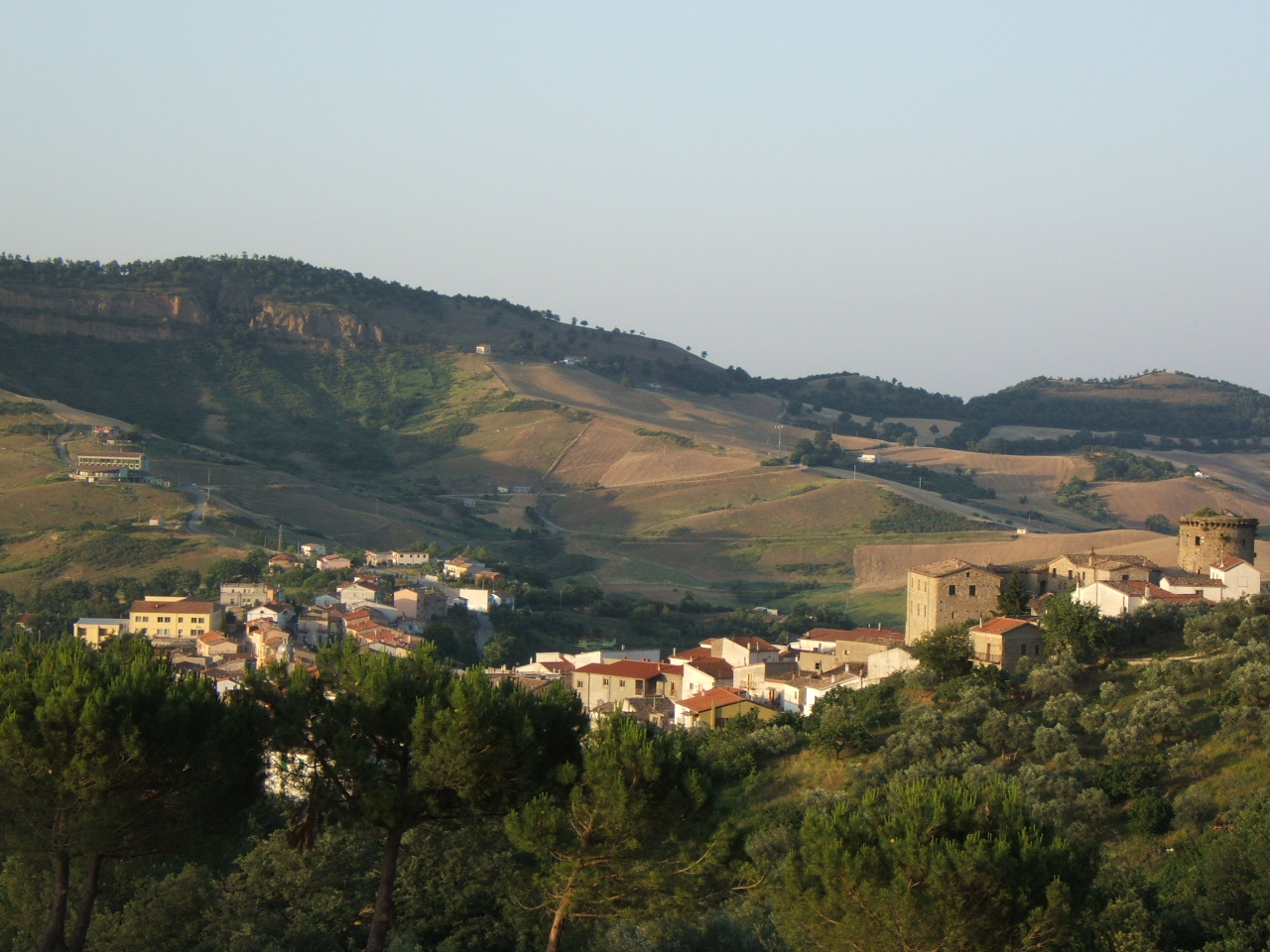

Щорічний фестиваль відбувається 16 серпня. Покровитель — святий Рох.

## Демографія
Населення за роками:

Станом на 1 січня 2023 року в муніципалітеті офіційно проживало 48 іноземців з 9 країн, серед них 37 громадян країн Євросоюзу та 1 громадянин України.

## Сусідні муніципалітети
- Ателла
- Калітрі-(ав)
- Рапоне
- Ріонеро-ін-Вультуре
- Сан-Феле